# Grindelwald
Grindelwald (toponimo tedesco) è un comune svizzero di 3 775 abitanti del Canton Berna, nella regione dell'Oberland (circondario di Interlaken-Oberhasli).

## Geografia fisica
È situato nell'Oberland bernese, ai piedi dell'Eiger nella valle della Lütschine.

## Storia

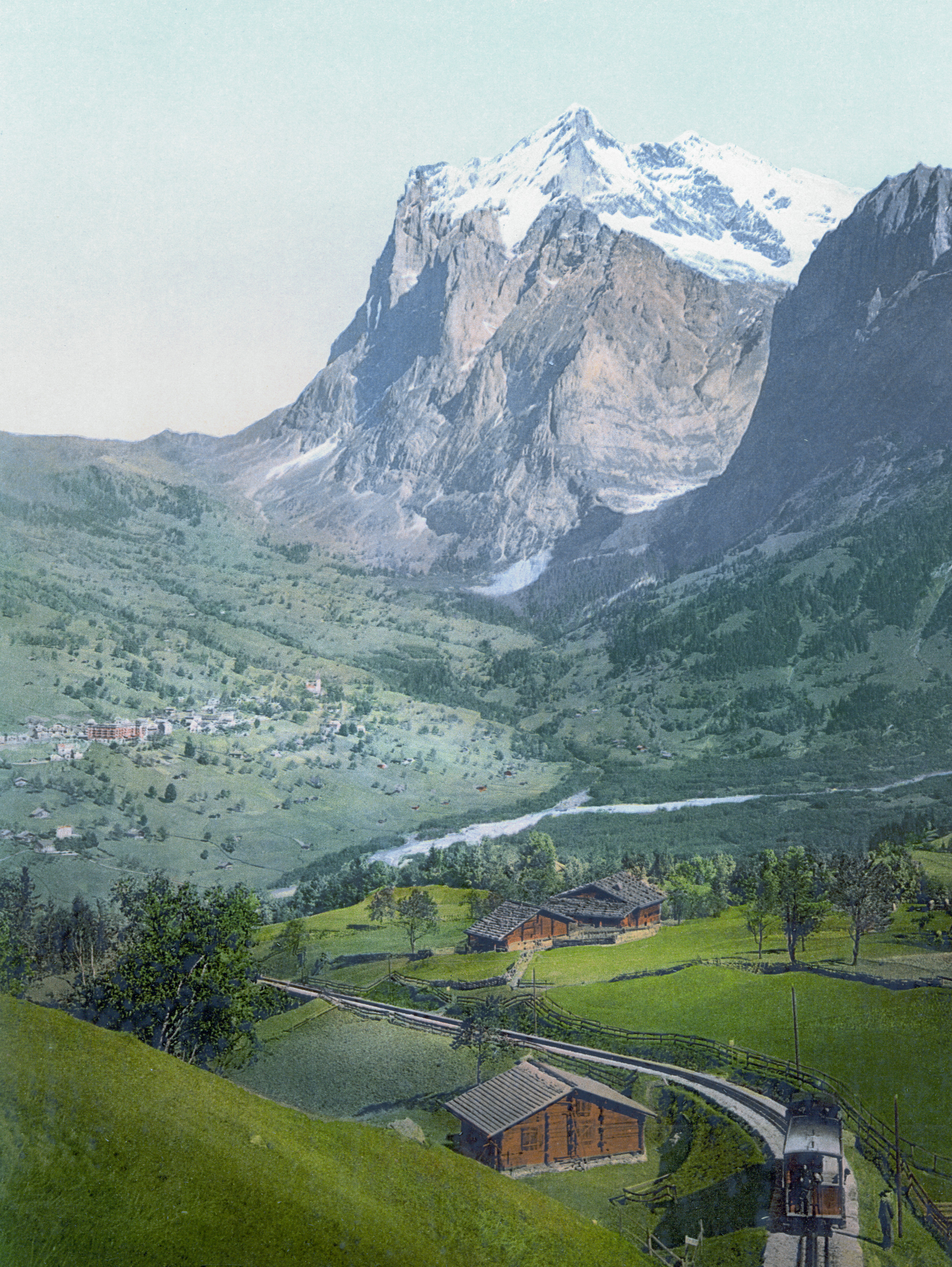
Grindelwald nel 1900

Il nome Grindelwald deriva dal tedesco antico grintl (barriera) e walt (bosco). Nel XIX secolo la località si specializzò nel turismo alpino. Nel 1908 fu inaugurata la prima funivia che collegava il paese con il Wetterhorn e nel 1912 furono ultimati gli scavi della ferrovia della Jungfrau, che raggiunge la stazione Jungfraujoch a 3 454 m s.l.m. di altitudine, ancora oggi la più alta d'Europa. A partire dalla fine degli anni 1940 si svilupparono le stazioni sciistiche del First e del Männlichen e gli impianti di risalita furono adattati alle esigenze del nascente turismo sportivo; Grindelwald è membro fondatore dell'associazione "Best of the Alps", che riunisce dodici prestigiose località alpine.

## Monumenti e luoghi d'interesse

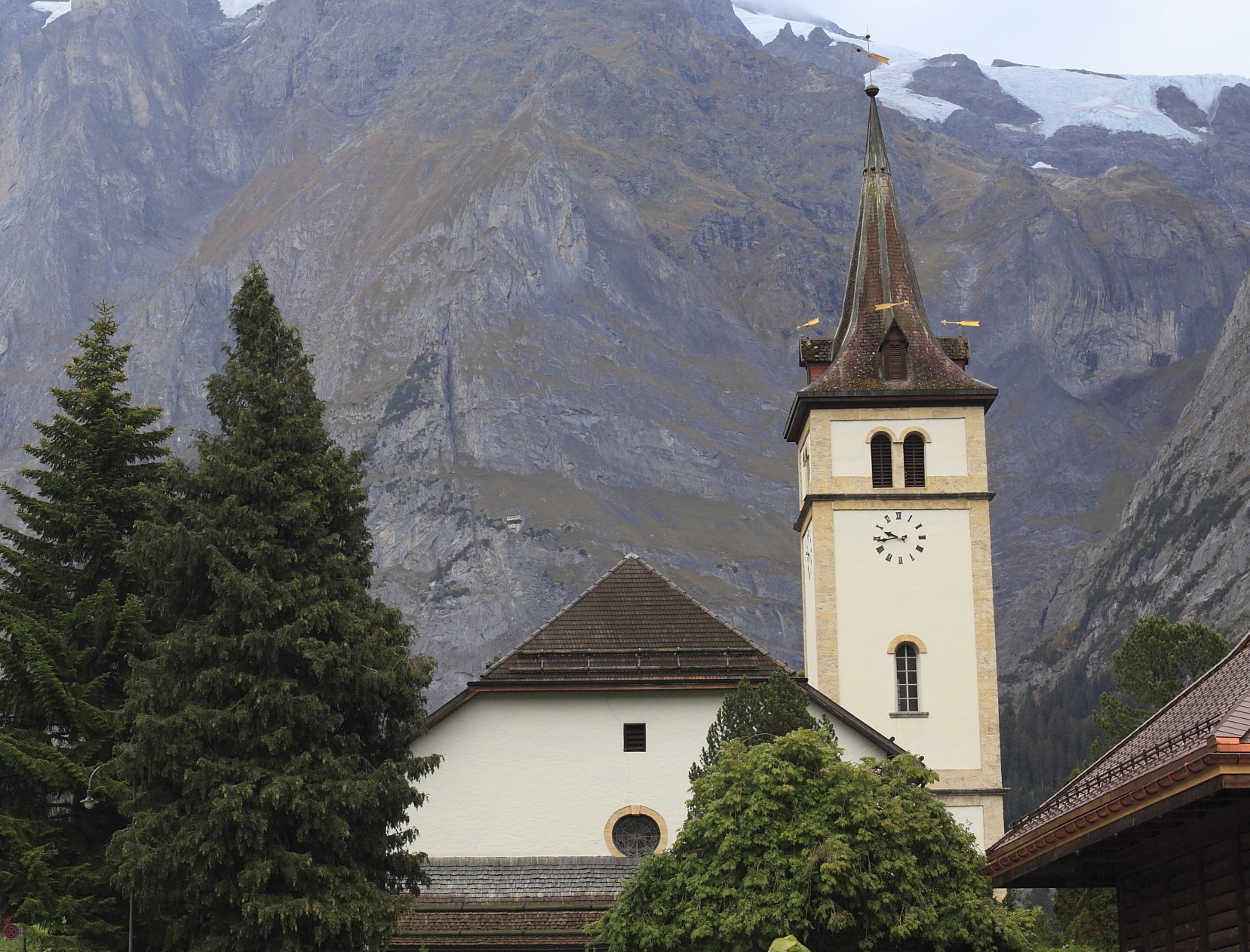
La chiesa riformata

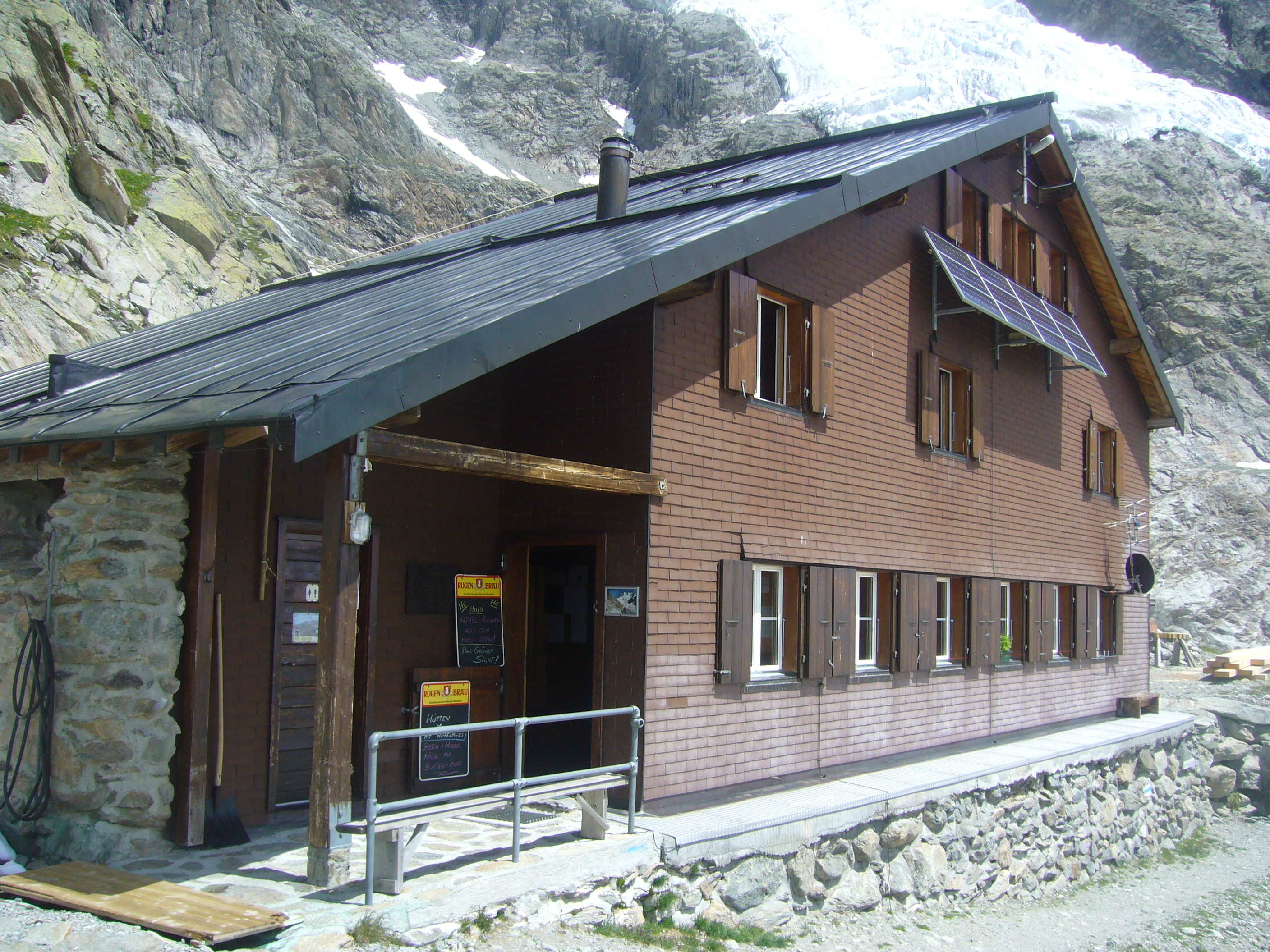
Lo Schreckhornhütte

- Chiesa riformata (già di Santa Maria), eretta nel 1150 circa e ricostruita nel 1180, nel XVI secolo e nel 1793[1];
- Rifugio Schreckhornhütte (2 530 m s.l.m.).

## Società

### Evoluzione demografica
L'evoluzione demografica è riportata nella seguente tabella:
Abitanti censiti

## Geografia antropica

### Frazioni
Le frazioni di Grindelwald sono:
- Bach
- Bussalp
- Grindel
- Holzmatten
- Itramen
- Scheidegg
- Wärgistal

## Economia
Il turismo rappresenta la principale fonte di introiti. In inverno Grindelwald è una rinomata stazione sciistica, d'estate è una meta conosciuta per l'alpinismo. Il paese richiama da più di un secolo turisti provenienti da tutto il mondo per il panorama tipicamente alpino delle vette di Eiger, Mönch e Jungfrau; è stato a lungo all'avanguardia nello sviluppo delle infrastrutture di trasporto turistico.
In anni recenti l'offerta è stata diversificata sviluppando attività alternative rivolte alle persone anziane e alle familglie. Sono state approntate reti di sentieri invernali, piste dedicate allo snowboard e piste riservate alle slitte. Rispetto ad altre località turistiche, l'impatto del turismo di massa è stato contenuto grazie all'imposizione precoce di norme per le nuove costruzioni, che devono rispettare lo stile architettonico tradizionale.

## Infrastrutture e trasporti

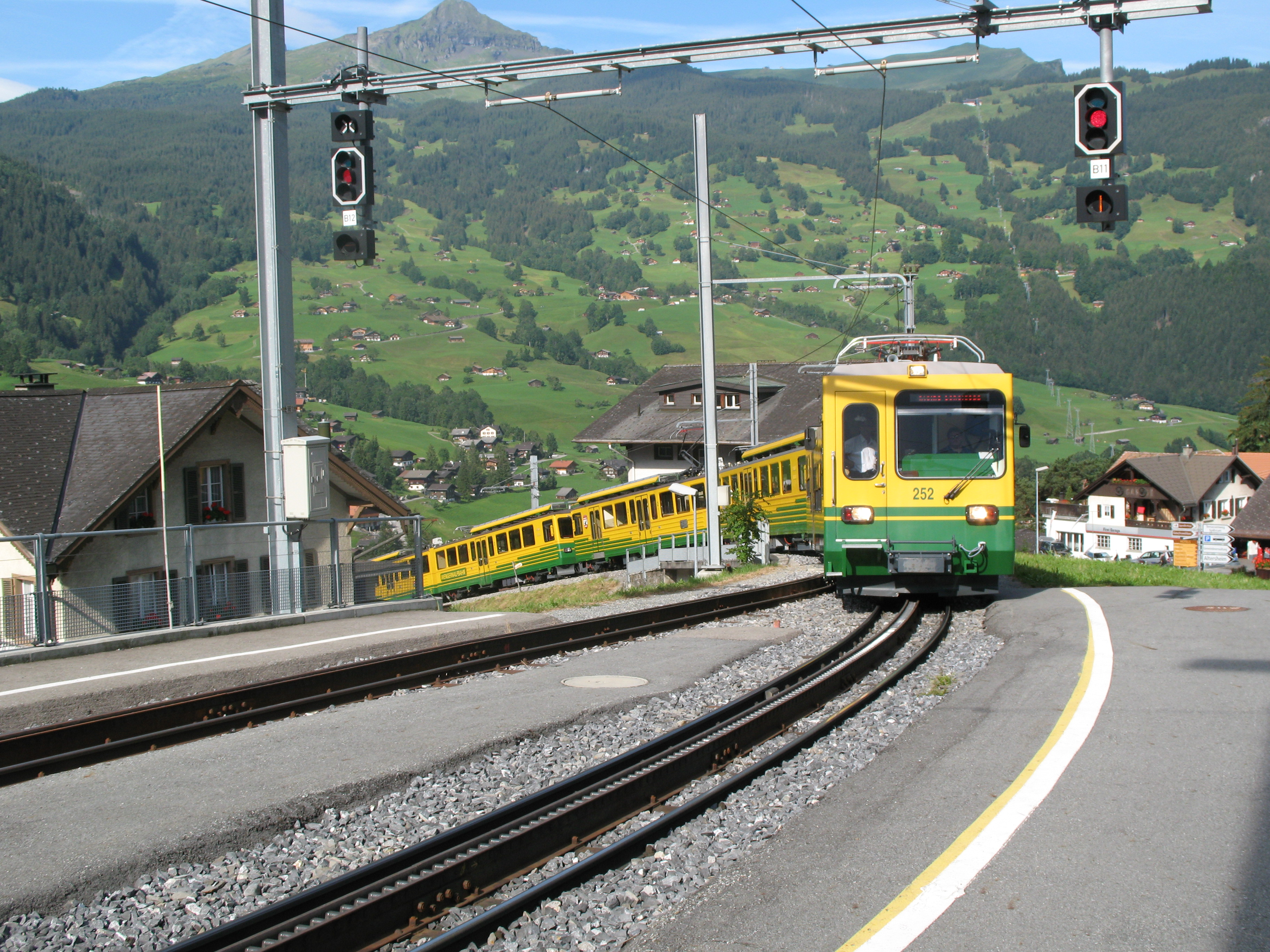
La stazione di Grindelwald

Grindelwald è servito dall'omonima stazione delle ferrovie dell'Oberland bernese e Wengernalpbahn ed è collegato alla ferrovia della Jungfrau. È l'unica località turistica della regione della Jungfrau raggiungibile in automobile. Attraverso una strada cantonale è collegata a Interlaken, nodo autostradale.
Sono attivi seggiovie per il First (2 168 m s.l.m., dal 1947), lo Pfingstegg (1 391 m s.l.m.) e il Männlichen (2 225 m s.l.m., dal 1978) e autobus di linea per Bussalp (1 807 m s.l.m.), Waldspitz (1 918 m s.l.m., estivo), Grosse Scheidegg (1 962 m s.l.m., estivo), due linee urbane, ski-bus (sei linee, invernali).
Nei pressi della stazione di Grindelwald Grund è posta la stazione a valle della cabinovia per il Männlichen.

## Amministrazione
Ogni famiglia originaria del luogo fa parte del cosiddetto comune patriziale e ha la responsabilità della manutenzione di ogni bene che si trova all'interno dei confini del comune.

## Sport
Tra gli altri eventi, Grindelwald ha ospitato numerose tappe della Coppa del Mondo di sci alpino, della Coppa del Mondo di freestyle e alcune edizioni dei Campionati europei di curling.

### Impianti sportivi

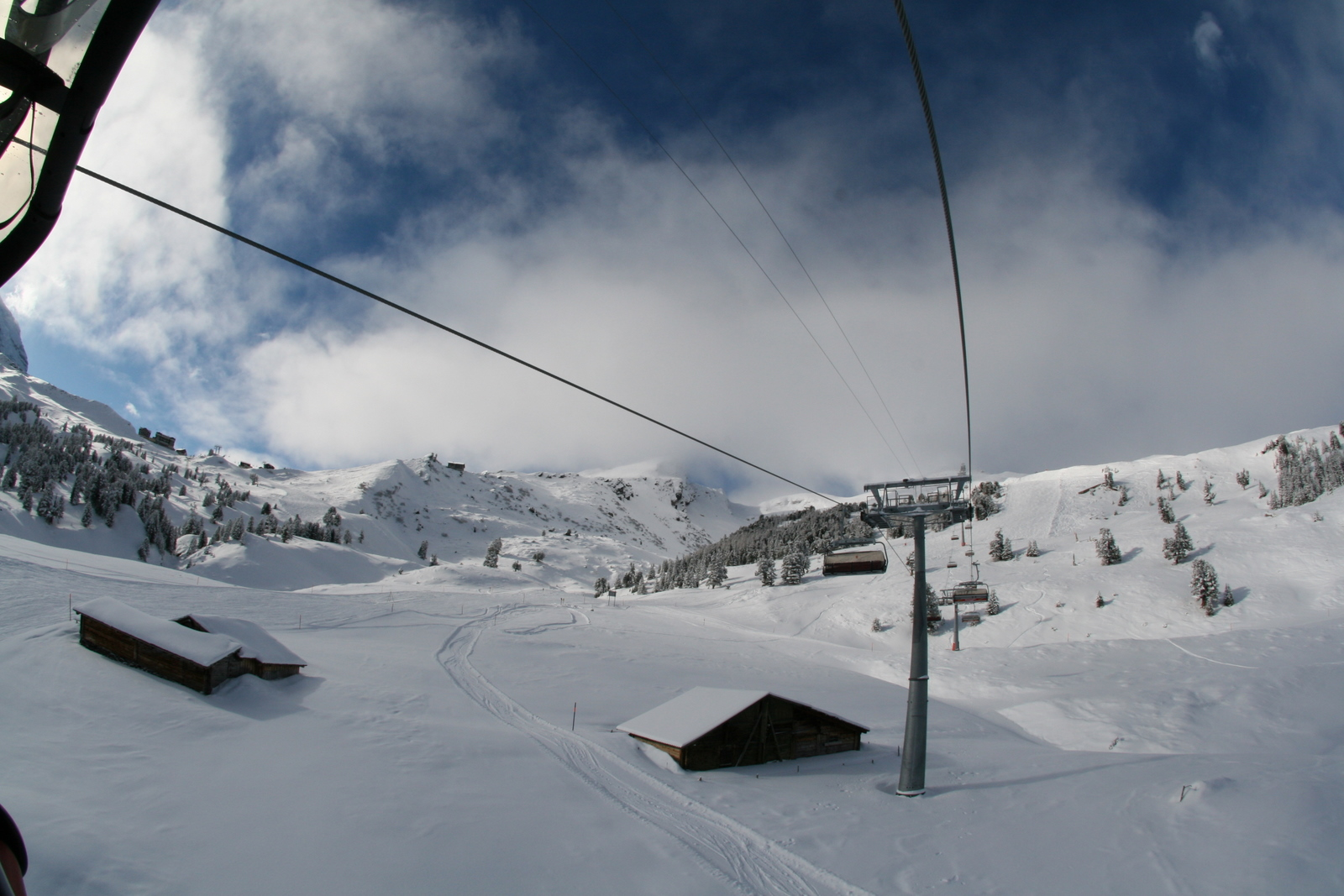
Impianti di risalita a Grindelwald

- Kleine Scheidegg-Männlichen:
  -  8 seggiovie
  -  5 skilift

- First
  -  3 seggiovie
  -  3 skilift[senza fonte]